# Chah-e Hajji Mahmud Zerabi va Shorka
Chah-e Hajji Mahmud Zerabi va Shorka (em persa: چاهحاجيمحمودضرابيوشرکا, também romanizada como Chāh-e Ḩājjī Maḩmūd Ẕerābī va Shorkā) é uma aldeia do distrito rural de Tirjerd, no condado de Abarkuh, na província de Yazd, Irã.